# Пожег (приток Весляны)
Пожег (в верховье Нижний Пожег) — река в России, протекает по территории Гайнского района Пермского края. Левый приток Весляны.

## География
Устье реки находится в 65 км от устья Весляны. Длина реки — 30 км. На реке нет жилых населённых пунктов. В 10 км от устья принимает слева реку Верхний Пожег.

## Данные водного реестра
По данным государственного водного реестра России относится к Камскому бассейновому округу, водохозяйственный участок реки — Кама от истока до водомерного поста у села Бондюг, речной подбассейн реки — бассейны притоков Камы до впадения Белой. Речной бассейн реки — Кама.
Код объекта в государственном водном реестре — 10010100112111100001822.